# Asiophantes
Asiophantes Eskov, 1993 è un genere di ragni appartenente alla famiglia Linyphiidae.

## Distribuzione
Le due specie oggi note di questo genere sono state rinvenute nella Russia centrale.

## Tassonomia
A maggio 2011, si compone di due specie:
- Asiophantes pacificus Eskov, 1993[3] — Russia
- Asiophantes sibiricus Eskov, 1993 — Russia